# 路易十四时代
《路易十四时代》（法語：Le Siècle de Louis XIV），是法国学者伏尔泰的歷史著作。1751年本书脱稿，而后又修订持续达十年之久。，1745年—1747年，伏尔泰曾任王家史官，這讓他得以翻閱各種資料。本书记录路易十四时代法国社会面貌，除政治、军事以外，财政、贸易、宗教、哲学、文艺、科学皆有涉及。现有中國北京商务印书馆出版发行的汉译世界学术名著丛书系列，译者是吴模信、沈怀洁、梁守锵。